# فيسولي

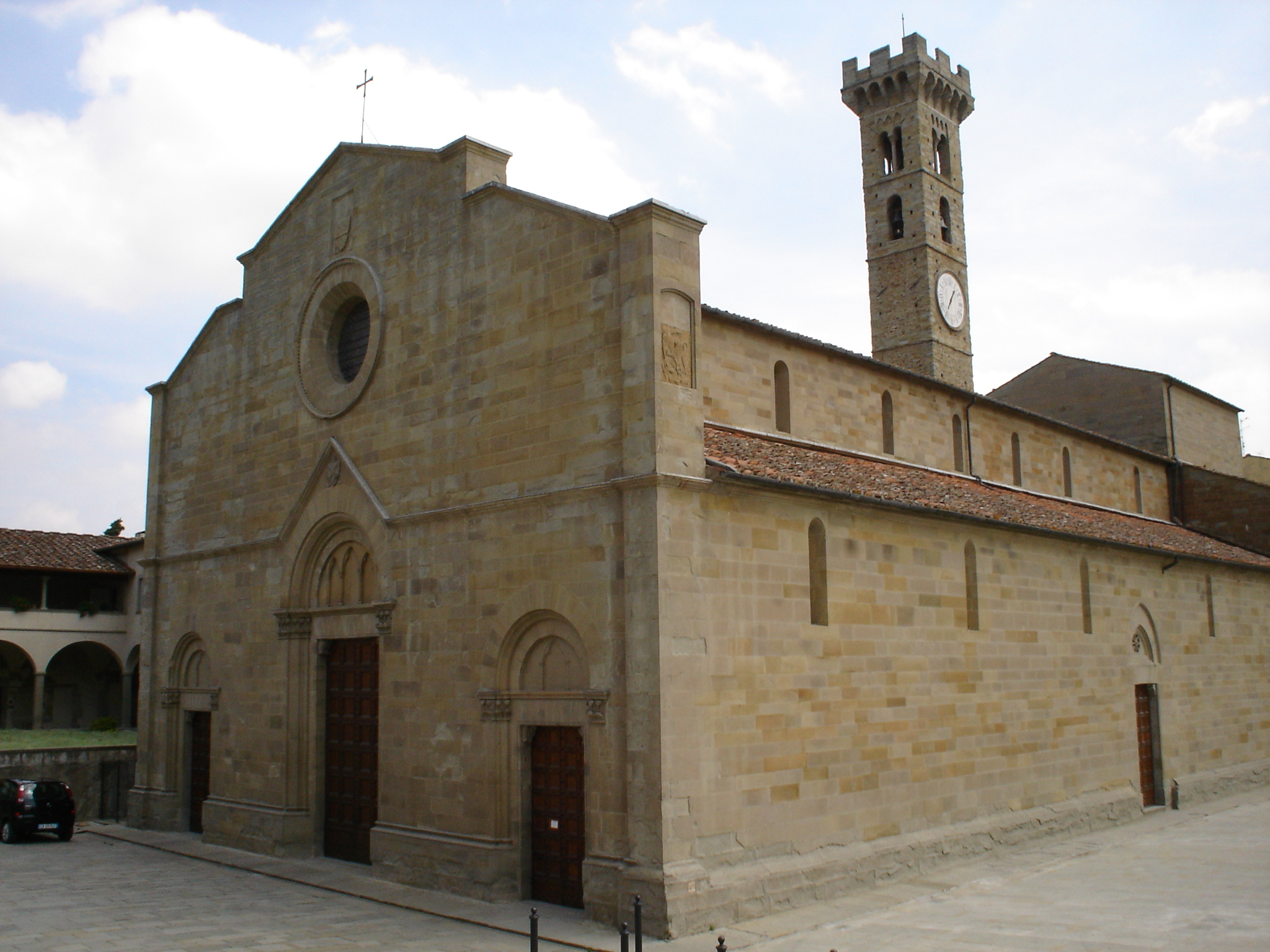
كاتدرائية فييسول..

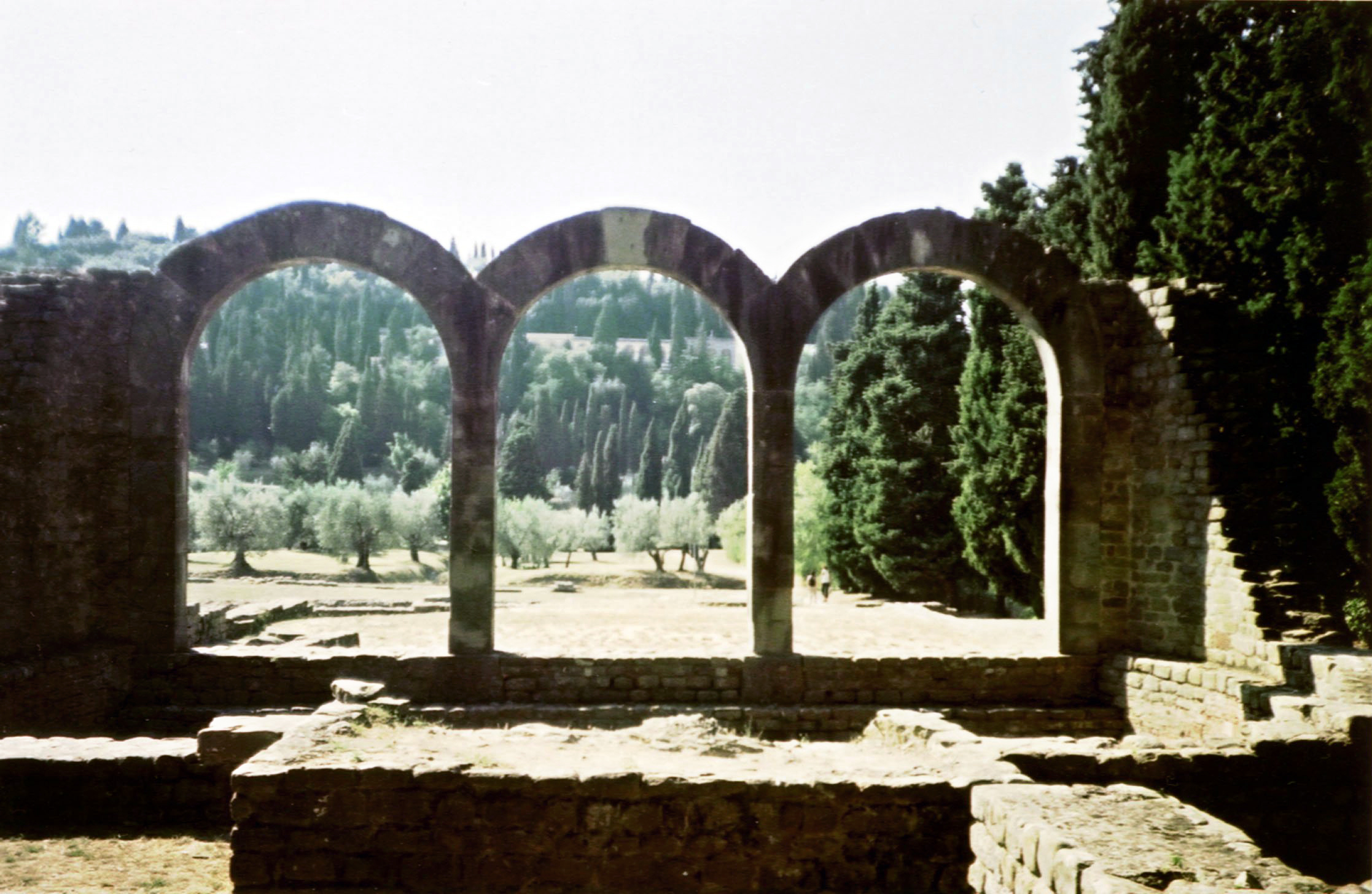
أقواس بالقرب من المسرح الروماني.

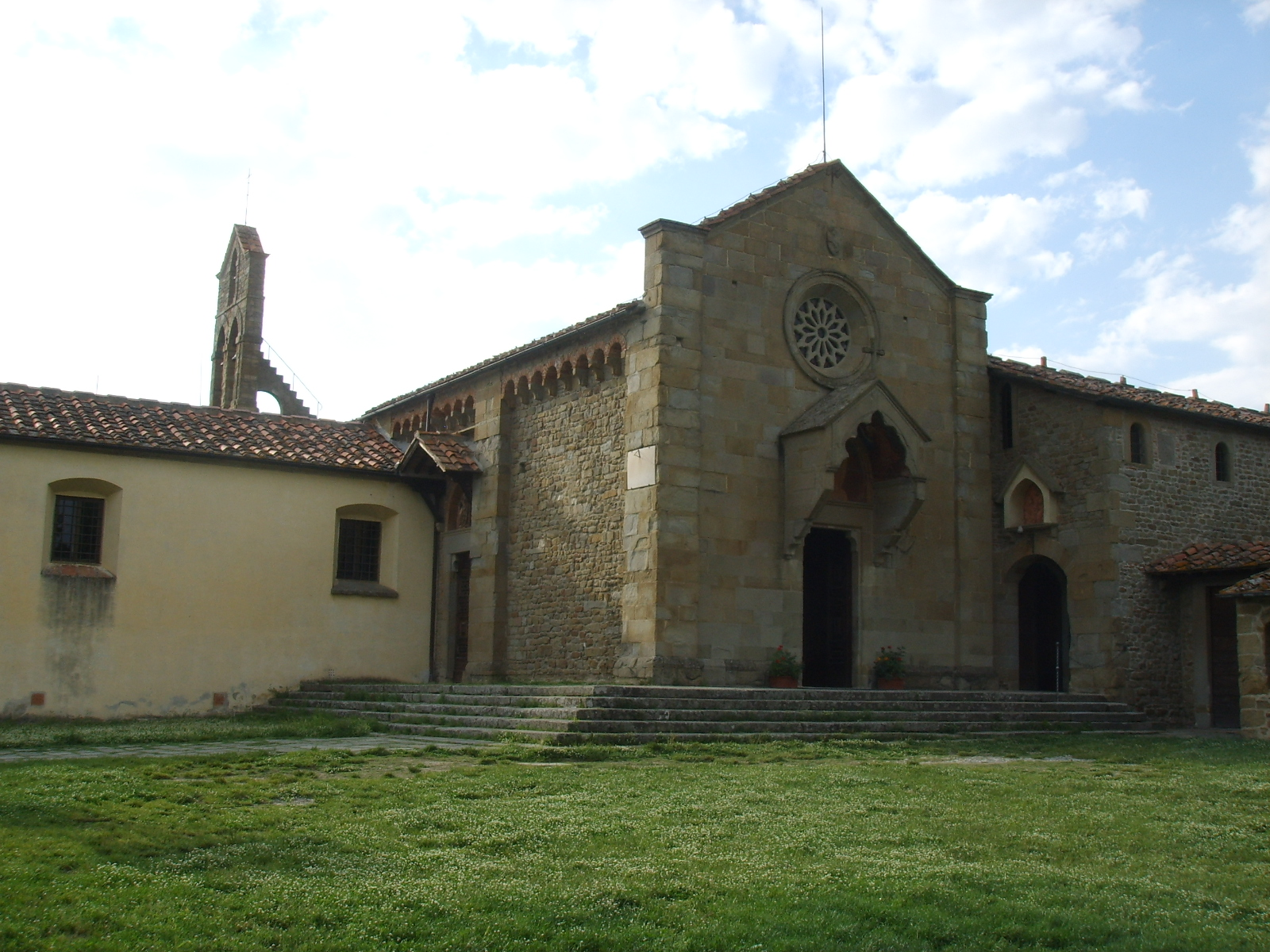
دير سان فرانسيسكو

فييسول (النطق الإيطالي: ‎[ˈfjɛːzole]‏) هي مدينة وكومونا من بلدية مدينة فلورنسا في منطقة توسكانا في إيطاليا، تطل من على فوق مدينة فلورنسا، وتبعد عنها مسافة 8 كيلومتر (5 ميل) من جهة شمال شرق المدينة. في عام 2014، كان عدد سكانها 14100 نسمه.

## السكان
في سنة 1861 بلغ عدد السكان 6٬124 نسمة، وتطور العدد ليصل في سنة 2011 لـ 13٬990 نسمة.
يظهر هذا المخطط البياني تطور النمو السكاني لـ فيسولي

## توأمة
لفيسولي اتفاقيات توأمة مع:
- توسان

## أعلام
- آنا هاميلتون
- الأميرة إيرين، دوقة أوستا
- طوماسو غيناسي
- أليسيو كراجنو
- ليوناردو لونجو
- لورا بيترس مانشيني
- غولييلمو ليبري
- أندريا بارزالي

## وصلات خارجية
- Chisholm, Hugh, ed. (1911). "Fiesole" . Encyclopædia Britannica (بالإنجليزية) (11th ed.). Vol. 10.
- Official site
- Satellite image from Google Maps

‌